# Diminovula concinna
Diminovula concinna là một loài ốc biển, là động vật thân mềm chân bụng sống ở biển trong họ Ovulidae.